# Lara Jurčić
Lara Jurčić (* 9. Juni 2006 in Zagreb) ist eine kroatische Leichtathletin, die sich auf den Sprint spezialisiert hat.

## Sportliche Laufbahn
Erste internationale Erfahrungen sammelte Lara Jurčić im Jahr 2021, als sie bei den U18-Balkan-Meisterschaften in Bar in 11,56 s die Goldmedaille im 100-Meter-Lauf gewann und sich auch mit der kroatischen 4-mal-100-Meter-Staffel in 47,17 s die Goldmedaille sicherte. Anschließend schied sie bei den U18-Europameisterschaften in Jerusalem mit 11,71 s im Halbfinale über 100 Meter aus und gewann im 200-Meter-Lauf in 24,22 s die Bronzemedaille. Zudem verpasste sie mit der Sprintstaffel (1000 Meter) mit 2:14,85 min den Finaleinzug. Daraufhin siegte sie in 24,05 s auch beim Europäischen Olympischen Jugendfestival (EYOF) in Banská Bystrica und schied dort mit der Sprintstaffel mit 2:21,10 min im Vorlauf aus. 2024 gewann sie bei den U20-Balkan-Hallenmeisterschaften in Belgrad mit 56,77 s die Bronzemedaille im 400-Meter-Lauf und im August schied sie bei den U20-Weltmeisterschaften in Lima mit 24,31 s in der ersten Runde über 200 Meter aus. Im Jahr darauf belegte sie bei den U20-Balkan-Meisterschaften in Craiova in 55,83 s den achten Platz über 400 Meter und siegte in 45,99 s über 4-mal 100 Meter. Anschließend schied sie bei den U20-Europameisterschaften in Tampere mit 25,16 s in der ersten Runde über 200 Meter aus.
2024 wurde Jurčić kroatische Meisterin in der 4-mal-100- und 4-mal-400-Meter-Staffel sowie in der Mixed-Staffel über 4-mal 400 Meter und 2025 in der 4-mal-100- und 4-mal-200-Meter-Staffel. Zudem wurde sie 2024 und 2025 Hallenmeisterin in der 4-mal-200-Meter-Staffel sowie 2024 auch in der 4-mal-400-Meter-Staffel.

## Persönliche Bestleistungen
- 100 Meter: 11,79 s (+1,7 m/s), 4. Juli 2022 in Jerusalem
- 200 Meter: 23,94 s (+1,9 m/s), 28. Juli 2024 in Varaždin
  - 200 Meter (Halle): 24,92 s, 12. Februar 2023 in Sindelfingen
- 300 Meter: 38,56 s, 11. Mai 2024 in Zagreb (kroatischer U20-Rekord)
- 400 Meter: 55,78 s, 27. Juli 2024 in Varaždin
  - 400 Meter (Halle): 56,23 s, 27. Januar 2024 in Zagreb